# 28 Ophiuchi
28 Ophiuchi är en blåvit underjätte i stjärnbilden Ormbäraren.
28 Ophiuchi har visuell magnitud +6,64 och kräver fältkikare för att kunna observeras. Den befinner sig på ett avstånd av ungefär 490 ljusår.